# 음력 10월 18일
음력 10월 18일은 음력 10월의 18번째 날이다.

## 사건
- 2010년 - 조선민주주의인민공화국이 대한민국 연평도에 포격을 가했다.
- 2023년 - 상봉시외버스터미널 폐업.

## 문화
- 1995년 - 국내 최초의 다채널 사업자였던 온미디어가 설립되다.
- 2006년 - 경부선 전철화 조치원 ~ 대구, 서울 ~ 부산 전구간 완전개통.
- 2012년 - 분당선 기흥 ~ 망포 구간 개통.
- 2016년 - 2017학년도 대학수학능력시험이 실시됨

## 탄생
- 1604년 - 조선 시인 김득신
- 1989년 - 대한민국의 아나운서 김세희.
- 1990년 - 대한민국의 가수 한초임.
- 2002년 - 대한민국의 배우 김민기.

## 사망
- 2021년 - 대한민국의 제11 · 12대 대통령 전두환

## 같이 보기
- 음력 360일: 1월 2월 3월 4월 5월 6월 7월 8월 9월 10월 11월 12월
- 전날:10월 17일 다음날:10월 19일 - 전달:9월 18일 다음달:11월 18일
- 양력:10월 18일
- 음력, 윤달